# Mocis ramifera
Mocis ramifera  là một loài bướm đêm thuộc họ Erebidae. Nó được tìm thấy ở Nam Mỹ, bao gồm Peru.